# East Sully (Dakota del Sur)
East Sully es un territorio no organizado ubicado en el condado de Sully en el estado estadounidense de Dakota del Sur. En el Censo de 2010 tenía una población de 254 habitantes y una densidad poblacional de 0,2 personas por km².

## Geografía
East Sully se encuentra ubicado en las coordenadas 44°44′30″N 99°54′2″O / 44.74167, -99.90056. Según la Oficina del Censo de los Estados Unidos, East Sully tiene una superficie total de 1246.35 km², de la cual 1237.44 km² corresponden a tierra firme y (0.71%) 8.91 km² es agua.

## Demografía
Según el censo de 2010, había 254 personas residiendo en East Sully. La densidad de población era de 0,2 hab./km². De los 254 habitantes, East Sully estaba compuesto por el 98.03% blancos, el 0% eran afroamericanos, el 0.39% eran amerindios, el 0% eran asiáticos, el 0% eran isleños del Pacífico, el 0% eran de otras razas y el 1.57% pertenecían a dos o más razas. Del total de la población el 0.39% eran hispanos o latinos de cualquier raza.